# 齊藤俊徳
齊藤 俊徳（さいとう としのり、1965年 - ）は、北河内地方の中小企業経営者。

## 経歴
- 1984年3月、 近畿大学附属高等学校普通科卒業。
- 1988年3月、 近畿大学商経学部商学科卒業。同年4月にシンガポール株式会社入社。
- 1990年4月 、株式会社丸徳入社。
- 1991年10月、 同社管理部係長就任。
- 1992年4月 、同社常務取締役就任。
- 1998年10月 、同社専務取締役就任。
- 2000年10月 、同社代表取締役社長就任。
- 2008年6月、大阪府食鳥肉販売業生活衛生同業組合 理事就任。
- 2009年5月、社団法人大阪府食品衛生協会守口支部 会計理事就任。
- 2009年5月、社団法人大阪府公衆衛生協力会守口支部 会計理事就任
- 2010年5月、大阪府食鳥肉販売業生活衛生同業組合 会計理事就任
- 2010年6月、全国食鳥肉販売業生活衛生同業組合連合会 理事就任
- 2013年6月、守口門真生活衛生協力会 副会長就任
- 2013年6月、大阪府守口保健所運営協議会 委員就任
- 2016年6月、大阪府食鳥肉販売業生活衛生同業組合専務理事就任

| スタブアイコン | サブスタブ | この項目は、まだ閲覧者の調べものの参照としては役立たない、人物に関連した書きかけの項目です。この項目を加筆・訂正などしてくださる協力者を求めています（P:人物伝/PJ:人物伝）。 |